# Castelli di rabbia
Castelli di rabbia è un libro dello scrittore italiano Alessandro Baricco. È stato pubblicato dalla casa editrice Rizzoli nel 1991. Nello stesso anno ha vinto il Premio Selezione Campiello; nel 1992 è stato finalista al Premio Bergamo..
Ha vinto in seguito anche il Prix Médicis étranger nel 1995.

## Trama
Il libro è una collezione di storie umane ai confini della realtà e della fantasia, come ad esempio i sogni del protagonista Dann Rail, oppure le vicende assurde, grottesche e drammatiche dell'uomo che uccide per stanchezza o di quello che perì a causa di uno stato di meraviglia. Ma nello stesso tempo è anche un libro di storia, di fatti, di eventi, di aneddoti, riguardanti varie tematiche, comprese quelle tecnico-scientifiche.

## Citazioni e riferimenti
Il protagonista Dann Rail è indirettamente citato in Seta, un'altra opera di Baricco.
Il personaggio Mendel, uomo ordinato che racconta la guerra alle famiglie dei caduti in ordine alfabetico, può essere ispirato a Dmitrij Ivanovič Mendeleev, chimico russo celebre per aver ordinato gli elementi secondo peso atomico crescente nella tavola degli elementi.
Viene inoltre menzionato l'evento del 1851 (la prima Esposizione universale del mondo) e con esso il celebre architetto Hector Horeau. Egli fu tra i 240 concorrenti per la costruzione del Crystal Palace. Il suo progetto, insieme a quello di Richard Turner, ebbe inizialmente molto successo, ma fu successivamente escluso a favore di quello di Joseph Paxton. Anni dopo il Crystal Palace fu distrutto da un violento incendio. Nel romanzo di Baricco, Horeau cerca Rail per la fornitura di enormi lastre di vetro. Questa introduzione consentirà di stendere una vera e propria biografia di Horeau, genio incompreso.
I versi in tedesco che scandiscono i capitoli del libro, sono gli ultimi quattro versi della decima Elegie duinesi di Rainer Maria Rilke: «Und wir, die an steigendes Glück denken, empfänden die Rührung, die uns beinah bestürzt, wenn ein Glückliches fällt»: "E noi, che pensiamo ad aumentare la felicità, proveremmo l'emozione che quasi ci sgomenta quando la felicità cala".

## Edizioni
- Alessandro Baricco, Castelli di rabbia, collana BUR La Scala, Rizzoli, 1999,  p. 245, ISBN 88-17-10611-9.

- Alessandro Baricco, Castelli di rabbia, Universale Economica, Feltrinelli, 2007, 2013,  p. 224, ISBN 978-88-07-88087-2.